# Langon-sur-Cher
Langon-sur-Cher ist eine französische Gemeinde mit 826 Einwohnern (Stand: 1. Januar 2022) im Département Loir-et-Cher in der Region Centre-Val de Loire. Sie gehört zum Arrondissement Romorantin-Lanthenay und zum Kanton Selles-sur-Cher. 
Die ursprünglich mit dem Namen Langon bezeichnete Gemeinde änderte ihre Bezeichnung mit Erlass N° 2017-1744 vom 22. Dezember 2017 auf den aktuellen Namen Langon-sur-Cher.

## Geographie
Die Gemeinde liegt etwa 19 Kilometer westnordwestlich von Vierzon am Canal de Berry. Der Fluss Cher begrenzt die Gemeinde im Süden. Nachbargemeinden sind Villeherviers im Norden, Selles-Saint-Denis im Nordosten, Châtres-sur-Cher und Mennetou-sur-Cher im Osten, Saint-Loup im Süden, Saint-Julien-sur-Cher im Südwesten sowie Villefranche-sur-Cher im Westen. 
Durch die Gemeinde führen die Autoroute A85 und die frühere Route nationale 76. 

## Bevölkerungsentwicklung
| 1962                       | 1968 | 1975 | 1982 | 1990 | 1999 | 2006 | 2018 |
| 636                        | 601  | 610  | 755  | 813  | 770  | 825  | 818  |
| Quellen: Cassini und INSEE |      |      |      |      |      |      |      |

## Sehenswürdigkeiten
- Kirche Saint-Sulpice aus dem 13. Jahrhundert

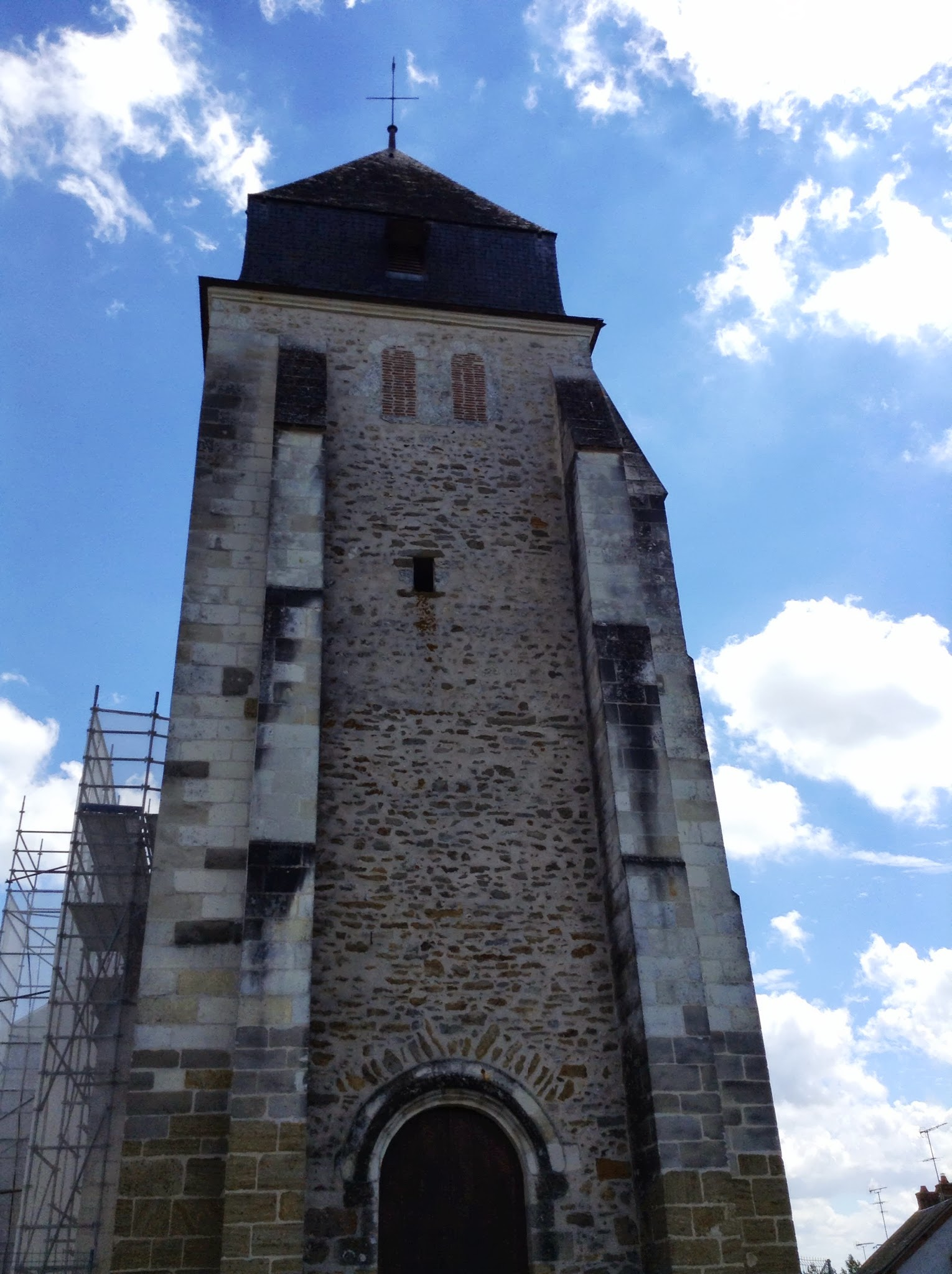
Kirche Saint-Sulpice